# Offre internet Idoom
 (avril 2016).
L'offre internet Idoom, anciennement Easy ADSL puis Djaweb, comprend les différentes offres (ADSL, 4G, fibre) du fournisseur d'accès internet Algérie Télécom.
Leader national en xDSL par le biais de la marque Djaweb  « El Djazair abra al web» », Algérie Télécom est le seul FAI présent sur tout le territoire national et ce depuis son lancement en 2001.
Le 30 mars 2014, Algérie Télécom lance sa nouvelle gamme d'offres internet, baptisée « Idoom ADSL », avec des débits allant de 1 à 8 Mbit/s puis le 25 avril 2016 propose un débit allant jusqu'à 20 Mbit/s.

## Identité visuelle (logo)

Logo d'Easy ADSL
Logo de Djaweb (2006 - 2014)
Logo d'Idoom adsl (2014)